# Upper Sapey
Upper Sapey est une paroisse civile et un village du Herefordshire, en Angleterre.